# Typen von Kreisverfassungen
Unter dem Sammelbegriff Kreisverfassungstypen versteht man Regelungsmodelle der (Land-)Kreisordnungen, die Aufteilung der Entscheidungszuständigkeiten (Kompetenzen) innerhalb des Landkreises auf seine verschiedenen Organe betreffen. 
Genauso wie auf der Ebene der Gemeinden bestehen auch hier in den Ländern der Bundesrepublik (Bundesländern) unterschiedliche Modelle, die in ihrem Grundkonzept auf die verschiedenen Typen von Gemeindeverfassungen abgestimmt sind.
Die unterschiedlichen Organe eines Landkreises sind:
- der Kreistag, der zugleich sein Hauptorgan ist; bei ihm liegt die Zuständigkeit, Beschlüsse in eigener Sache herbeizuführen (Beschlusszuständigkeit);

- der Landrat als Leiter der Kreisverwaltung; etwas anderes gilt hier aber in Hessen, das das Modell der Magistratsverfassung auch auf Kreisebene verwirklicht hat; Hier wird die Verwaltung des Kreises durch den Kreisausschuss geleitet, der sich aus dem Landrat als Vorsitzendem und Kreisbeigeordnetem zusammensetzt;

- In Nordrhein-Westfalen orientierte sich die Kreisverfassung bis 1994 an der norddeutschen Ratsverfassung;  Die Leitung der Kreisverwaltung oblag dem vom Kreistag gewählten Oberkreisdirektor. Er war zugleich Vollzugs- und Vertretungsorgan. Der gleichfalls vom Kreistag gewählte Landrat war weder Leiter der Kreisverwaltung noch rechtlicher Vertreter des Kreises, sondern ehrenamtlich tätiger Vorsitzender des Kreistags und nur für die repräsentative Vertretung des Kreises zuständig.